# Knik River (Alaska)
Knik River ist ein census-designated place (CDP) im Matanuska-Susitna Borough in Alaska in den Vereinigten Staaten. Das U.S. Census Bureau hat bei der Volkszählung 2020 eine Einwohnerzahl von 792 ermittelt.
Die Gegend ist hauptsächlich als Schauplatz vieler Verbrechen des Serienmörders Robert Christian Hansen bekannt, der in den 1980er-Jahren mindestens 17 Prostituierte ermordet hatte.

## Geographie
Knik River CDP liegt an der Spitze des Knik Arm des Cook Inlets in South Central Alaska etwa 27 km nordöstlich von Anchorage. Die Gegend befindet sich am südlichen Ufer des namensgebenden Knik River an der südlichen Grenze des Matanuska-Susitna-Tales und ist über den Old Glenn Highway und die Knik River Road erreichbar.

## Geschichte
Das Gebiet des heutigen CDPs Knik River wurde erstmals von Ureinwohnern der Dena'ina-Athabasken besiedelt. Der Old Glenn Highway, damals noch Palmer Road genannt, wurde 1942 gebaut, um die Gegend mit Palmer zu verbinden. Eine Lodge am Goat Creek war bei Reisenden beliebt. Knik River Road wurde als ein Holzfällerweg in den frühen 1950er Jahren angelegt, hieraus entstand dann ein Kiesweg in den späten 1960er Jahren. Heute ist die Straße bis zum Hunter Creek gepflastert.

## Demografie
Zum Zeitpunkt der Volkszählung im Jahre 2000 (U.S. Census 2000) hatte Knik River CDP 582 Einwohner auf einer Landfläche von 234,2 km². Das Durchschnittsalter betrug 36,2 Jahre (nationaler Durchschnitt der USA: 35,3 Jahre). Das Pro-Kopf-Einkommen (engl. per capita income) lag bei US-Dollar 19.104 (nationaler Durchschnitt der USA: US-Dollar 21.587). 15,3 % der Einwohner lagen mit ihrem Einkommen unter der Armutsgrenze (nationaler Durchschnitt der USA: 12,4 %). 28,0 % der Einwohner sind deutschstämmig und 11,2 % sind irischer Abstammung. Viele Einwohner arbeiten in Anchorage oder im Einzugsgebiet der Städte Palmer und Wasilla.